# Phong Nha
Phong Nha là một xã thuộc tỉnh Quảng Trị, Việt Nam.

## Địa lý

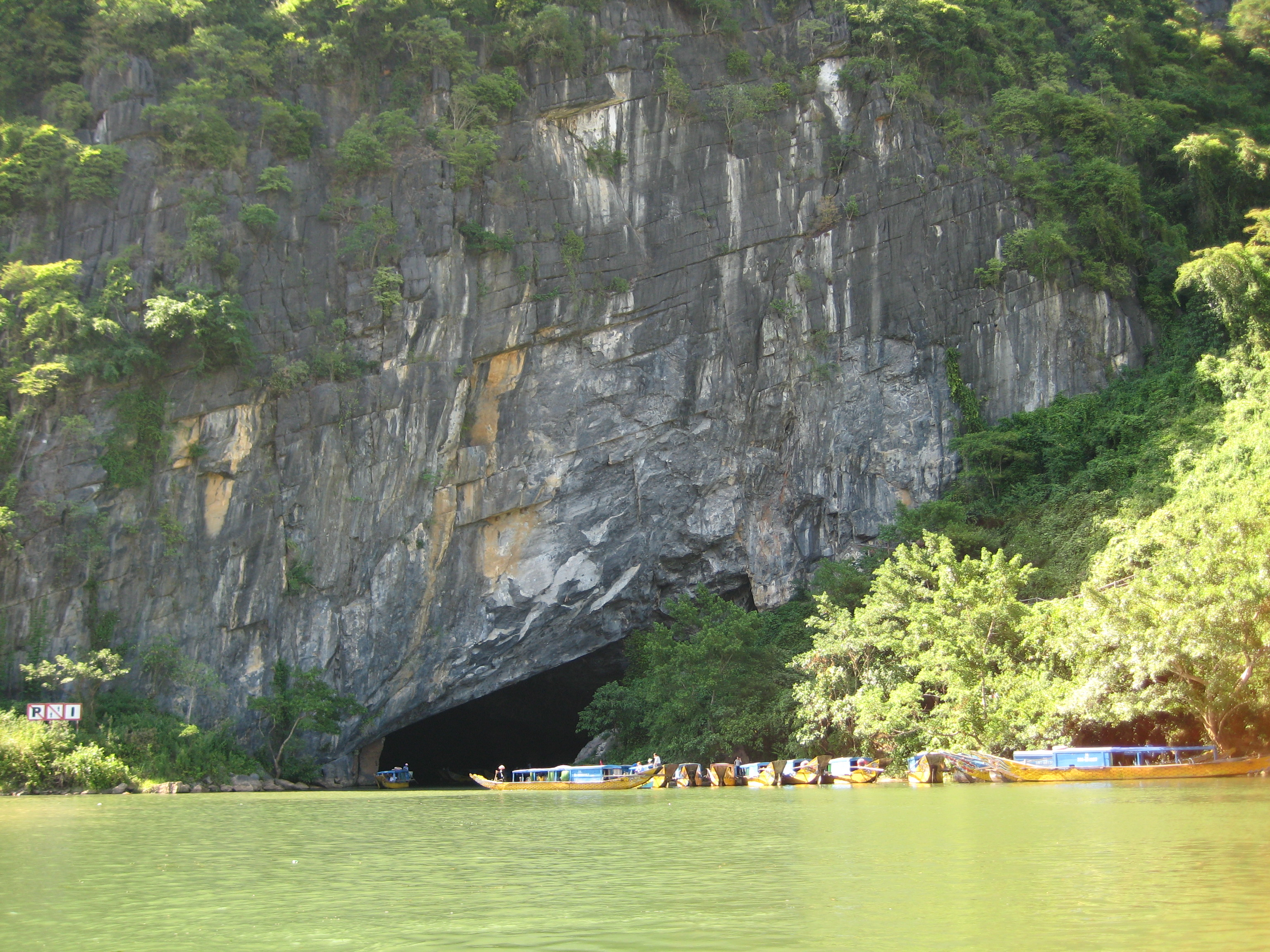
Cửa động Phong Nha

Phong Nha là một xã miền núi, đầu nguồn của sông Son (phụ lưu của sông Gianh, chảy ra từ động Phong Nha).

## Lịch sử
Địa bàn xã Phong Nha ban đầu bao gồm 4 làng cổ được hình thành vào khoảng thế kỷ XIV–XVI là: Cù Lạc, Phong Nha, Gia Tịnh, Xuân Sơn. Đến thời nhà Nguyễn, các làng này lần lượt được gọi là xã Cù Lạc, phường Phong Nha, trang Gia Tịnh và trang Xuân Sơn thuộc tổng Cao Lao, huyện Bố Trạch, phủ Quảng Trạch, tỉnh Quảng Bình.
Sau Cách mạng Tháng Tám, các làng nói trên thuộc xã Sơn Trạch, huyện Bố Trạch. Tháng 6 năm 1955, xã Sơn Trạch được chia thành bốn xã: Sơn Trạch, Liên Trạch, Hưng Trạch, Cự Nẫm.
Ngày 10 tháng 1 năm 2020, Ủy ban Thường vụ Quốc hội ban hành Nghị quyết số 862/NQ-UBTVQH14 về việc sắp xếp các đơn vị hành chính cấp xã thuộc tỉnh Quảng Bình (nghị quyết có hiệu lực từ ngày 1 tháng 2 năm 2020). Theo đó, thành lập thị trấn Phong Nha trên cơ sở toàn bộ diện tích và dân số của xã Sơn Trạch.
Ngày 01 tháng 07 năm 2025, theo nghị quyết của Ủy ban Thường vụ Quốc hội về việc sắp xếp, sáp nhập các đơn vị hành chính cấp xã của tỉnh Quảng Trị (mới) năm 2025, xã Phong Nha được thành lập trên cơ sở sáp nhập xã Lâm Trạch, xã Xuân Trạch, xã Phúc Trạch và thị trấn Phong Nha.

## Du lịch
Hiện nay xã Phong Nha là nơi đặt các cơ sở dịch vụ du lịch của vườn quốc gia Phong Nha – Kẻ Bàng. Các địa điểm đang được khai thác du lịch là: Động Phong Nha, Động Tiên Sơn, Suối nước Moọc, Sông Chày – Hang Tối.

### Di tích
Bên bờ sông Son tại xã Phong Nha có di tích lịch sử Bến phà Xuân Sơn. Vào những năm 1960 trong chiến tranh Việt Nam, bến phà làm nhiệm vụ đưa người, xe sang sông nhằm chi viện cho chiến trường miền Nam, chủ yếu hoạt động về ban đêm. Ban ngày, để tránh máy bay Mỹ, những chiếc phà, ca nô và cầu phao lại được tháo ra cất giấu trong động Phong Nha. Do nằm ở vị trí quan trọng trên tuyến vận tải tiếp tế, chi viện cho miền Nam, bến phà Xuân Sơn bị đánh phá khốc liệt.
Bến phà Xuân Sơn được xếp hạng di tích lịch sử quốc gia năm 1986. Ngày 9 tháng 12 năm 2013, Thủ tướng Chính phủ ký Quyết định số 2383/QĐ-TTg xếp hạng di tích quốc gia đặc biệt đối với bến phà Xuân Sơn thuộc hệ thống di tích đường Trường Sơn – đường Hồ Chí Minh ở Quảng Bình.